# Montferrand-le-Château
Montferrand-le-Château is een gemeente in het Franse departement Doubs (regio Bourgogne-Franche-Comté). De plaats maakt deel uit van het arrondissement Besançon. Montferrand-le-Château telde op 1 januari 2022 2.191 inwoners.

## Geografie
De oppervlakte van Montferrand-le-Château bedraagt 7,48 vierkante kilometer, de bevolkingsdichtheid is 291 inwoners per km² (per 1 januari 2019). De plaats ligt aan de Doubs.
De onderstaande kaart toont de ligging van Montferrand-le-Château met de belangrijkste infrastructuur en aangrenzende gemeenten.

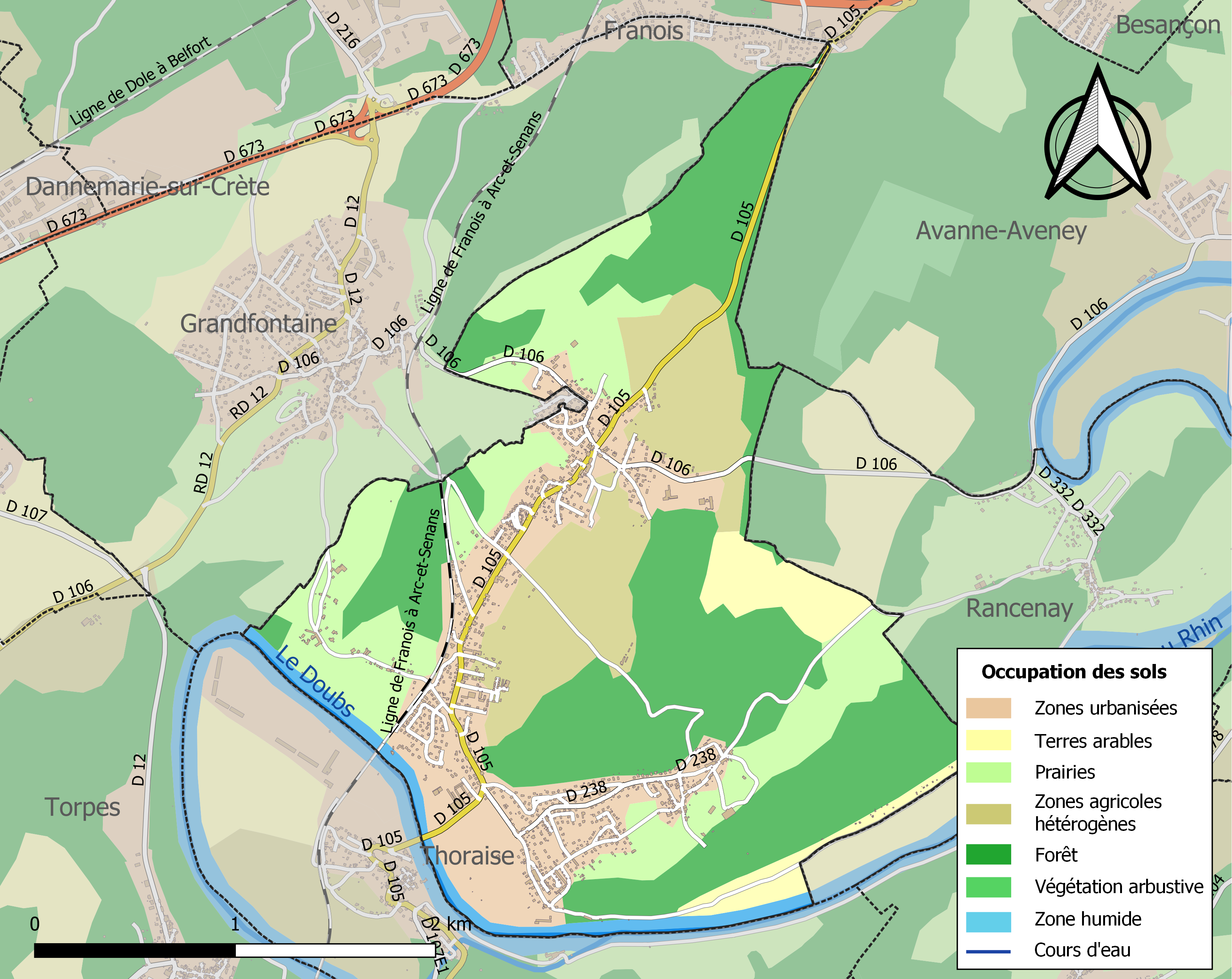

## Verkeer en vervoer
In de gemeente ligt de spoorweghalte  Montferrand-Thoraise.

## Demografie
Onderstaande figuur toont het verloop van het inwonertal (bron: INSEE-tellingen).